# 1991年喬治亞獨立公投
1991年喬治亞獨立公投舉行於1991年3月31日，在此次公投中99.5%的投票者支持喬治亞從蘇聯獨立。1990年10月，在喬治亞舉行首次多黨制選舉之後，喬治亞最高議會同意舉辦獨立公投，以抵制1991年蘇聯公投，使得喬治亞成為蘇聯在波羅的海三國之後第四個舉行公投的國家。這次公投的投票率是90.6%，超過99%的投票者支持喬治亞從蘇聯獨立。阿布哈茲和南奧塞提亞並不認同這次公投。

## 結果
| 選項                     | 票數      | %    |
| ------------------------ | --------- | ---- |
| 支持獨立                 | 3,295,493 | 99.5 |
| 反對獨立                 | 16,917    | 0.5  |
| 廢票/空白票              | 13,690    | –    |
| 總計                     | 3,326,100 | 100  |
| 資料來源： Nohlen et al. |           |      |